# Khartsyzk
Khartsyzk (en ukrainien : Харцизьк, en russe : Харцызск, Khartsyzsk) est une ville industrielle de l'oblast de Donetsk, en Ukraine. Sa population s'élevait à 59 315 habitants en 2013. Depuis 2014, la ville fait partie de la république populaire de Donetsk.

## Géographie
Khartsyzk est située dans la région industrielle du Donbass, à 25 km à l'est de Donetsk et à 614 km au sud-est de Kiev.

## Histoire
L'origine de la localité remonte à la construction d'une gare ferroviaire sur la ligne Koursk – Kharkiv – Azov en 1869, puis à l'exploitation des gisements de charbon. À partir de 1895, plusieurs usines de constructions mécaniques sont mises en service.
En 1897, il y avait 674 habitants dans 53 foyers, dont 486 Russes et 188 Ukrainiensur et parmi eux 550 paysans, 92 petits bourgeois et 13 issus de familles ecclésiastiques. Une fabrique mécanique ouvre en 1895 et en 1897 un atelier de machines agricoles à l'origine d'une usine plus importante au XXe siècle. Plusieurs usines métallurgiques se développent dans les années 1920 jusqu'à nos jours dont Armlit.

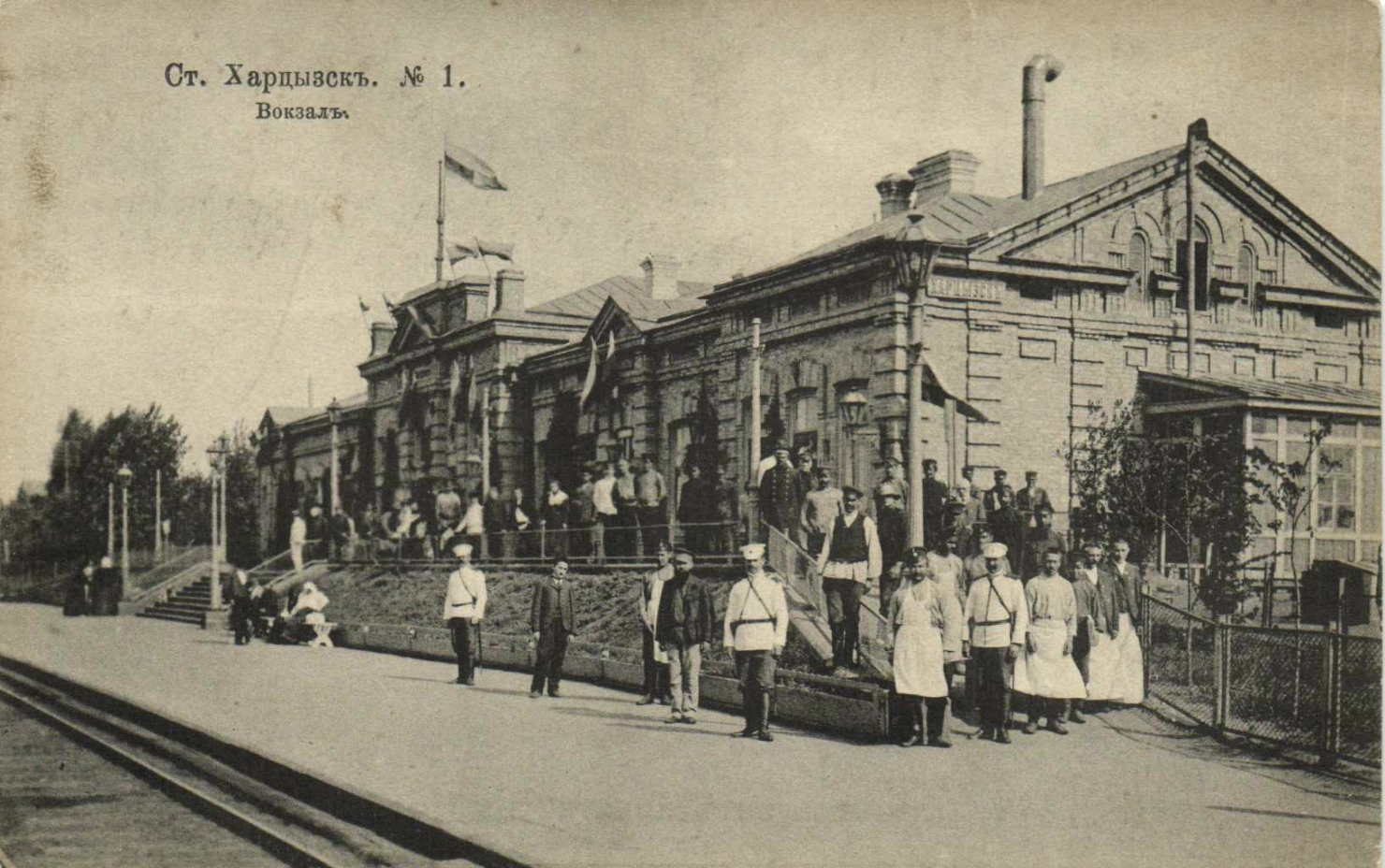
La gare ferroviaire dans les années 1910.

En 1923, la localité comprend 3 065 habitants et en 1926 déjà 5 645 habitants. La volost de Khartsyzsk est formée en 1929 regroupant les villages de Khartsyzk et Troubné et les khoutors de Zolotareva, Maïssaki, Tsetsioura, Panassenko, Novaïa Jizn, et d'autres. En 1931, la population augmente à 8 323 habitants.
En 1936, Khartsyzk obtient le statut de ville d'importance de raïon et accueille en 1940 un nombre de 13 146 habitants. L'usine Stal produit des tuyaux d'acier de grands diamètres. En 1940, une usine de câbles et de fils d'acier est construite (aujourd'hui l'usine de câbles de Khartsyzk - "Silour"). Dès les années 1930, deux grandes fermes collectives (kolkhozes) fonctionnent : Granit et Blücher. La ville est occupée par l'armée allemande du Troisième Reich le 23 octobre 1941, et libérée le 5 septembre 1943 par les troupes du front sud de l'Armée rouge au cours de l'opération Donbass: la 50e division de fusiliers de la Garde commandée par le colonel Constantin Sergueïev du 3e corps de fusiliers de la Garde dans la 5e armée.
À l'élection présidentielle de 2004, la ville a voté massivement en faveur de Viktor Ianoukovytch — 94,72 % des voix contre seulement 3,28 % à Viktor Iouchtchenko. Dix ans plus tard, la ville fait partie de la république populaire de Donetsk.

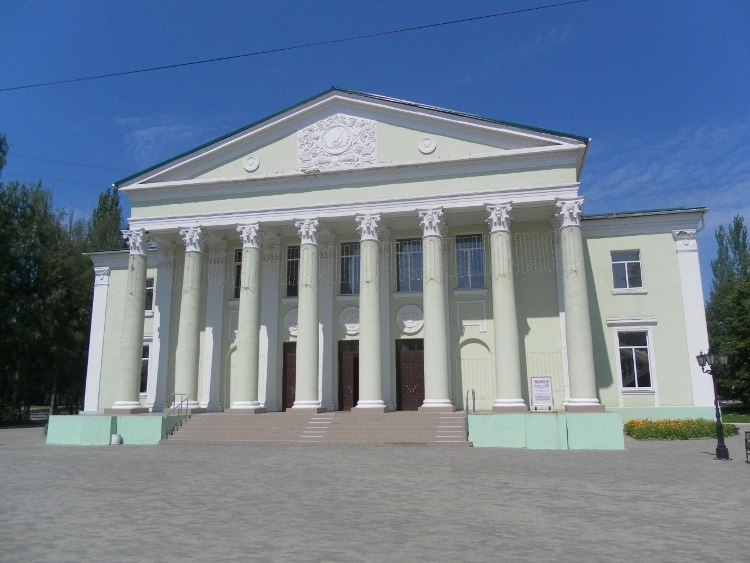
Façade du palais de la culture.

## Population
Recensements (*) ou estimations de la population :
| 1897* | 1926* | 1931  | 1939*  | 1959*  | 1970*  |
| ----- | ----- | ----- | ------ | ------ | ------ |
| 674   | 5 645 | 8 323 | 14 000 | 33 641 | 51 076 |

| 1979*  | 1989*  | 2001*  | 2010   | 2011   | 2013   |
| ------ | ------ | ------ | ------ | ------ | ------ |
| 57 559 | 67 916 | 64 175 | 60 326 | 60 016 | 59 315 |

## Économie
L'économie de la ville repose sur deux entreprises métallurgiques :
- OAO Khartsyski trubny zavod (en russe : Харцызский трубный завод), ou Usine de tubes de Khartsysk, dont l'origine remonte à 1898. Elle est spécialisée dans la fabrication de tubes d'acier de grand diamètre (jusqu'à 1 420 mm) pour oléoducs et gazoducs et emploie 6 000 salariés (2007)[5].
- OAO Silur (en russe : ОАО Силур, OAO Silour) : usine mise en service en 1949, produit des câbles et des fils d'acier. Elle emploie près de 4 000 salariés (2007)[6].

## Communications
Khartsyzk se trouve à 28 km de Donetsk par la route et à 41 km par le chemin de fer, et à 757 km de Kiev par la route et à 828 km par le chemin de fer. La commune de Zouïvka, qui dépend administrativement de Khartsyzk, se trouve au nord-est.

## Jumelages
- Russie: Taganrog
- Biélorussie: Mozyr
- Ukraine: Moukatchevo

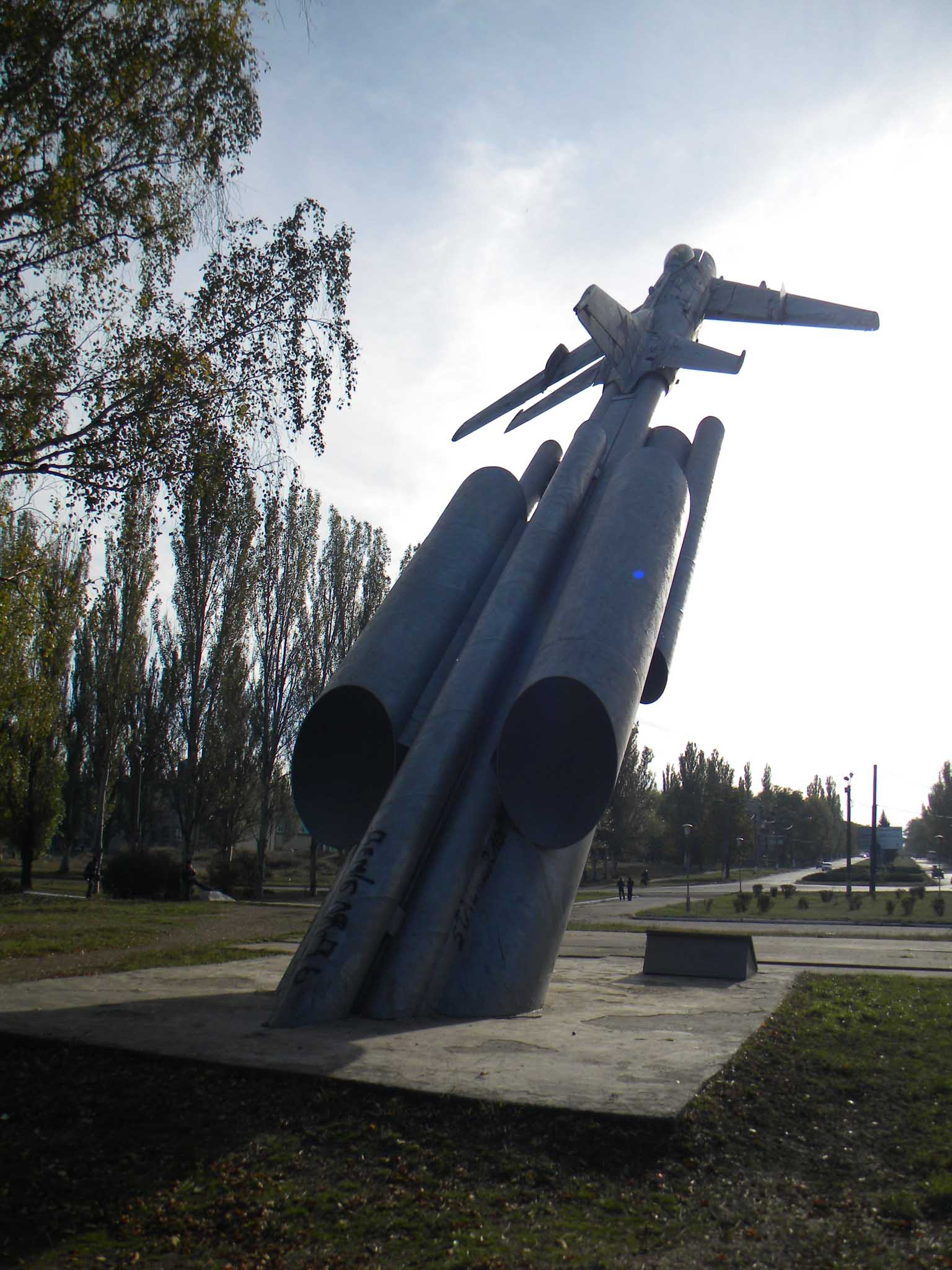
Monument aux aviateurs soviétiques
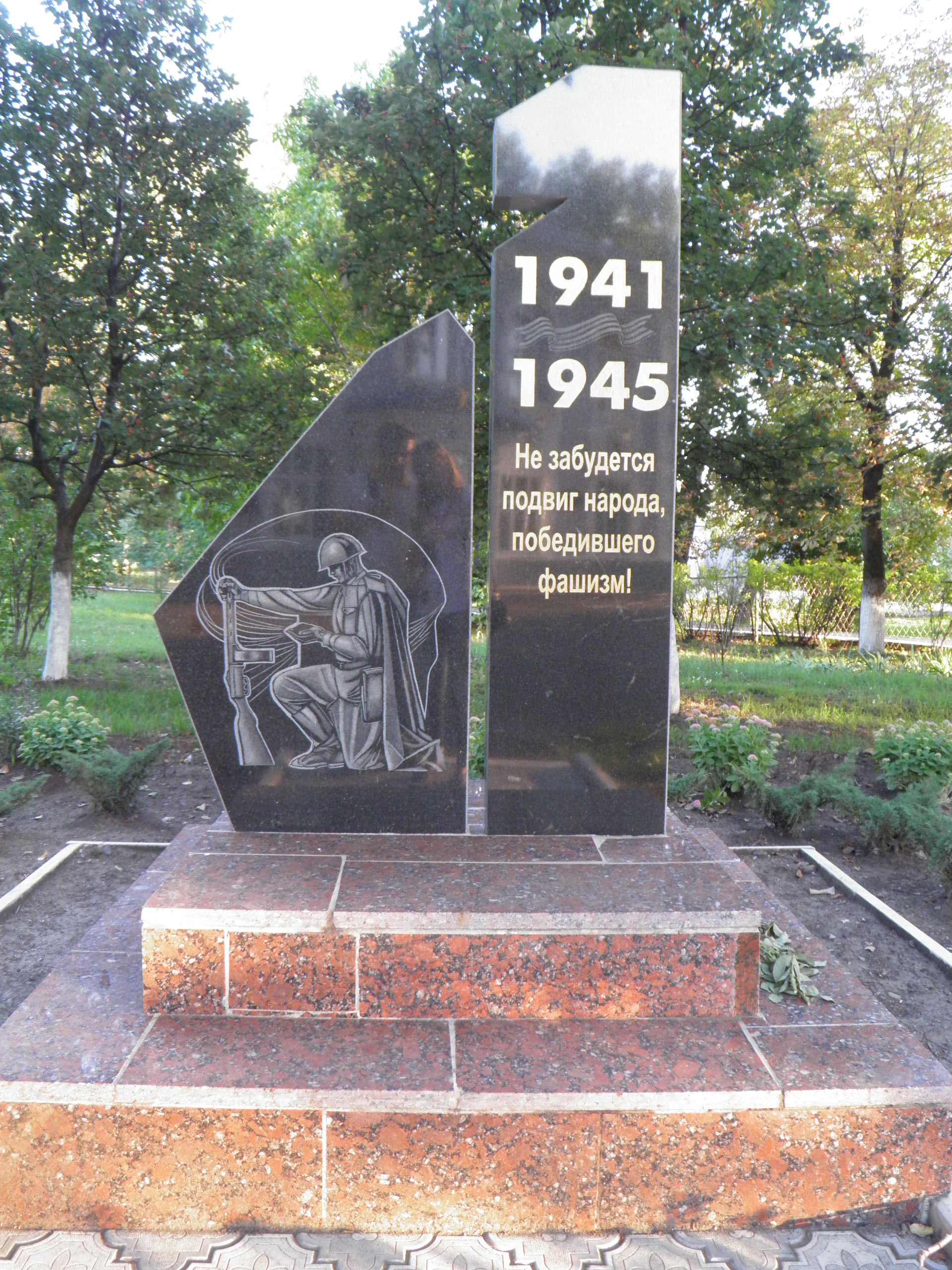
Monument sur la fosse commune des prisonniers soviétiques morts dans la région sous l'occupation allemande.
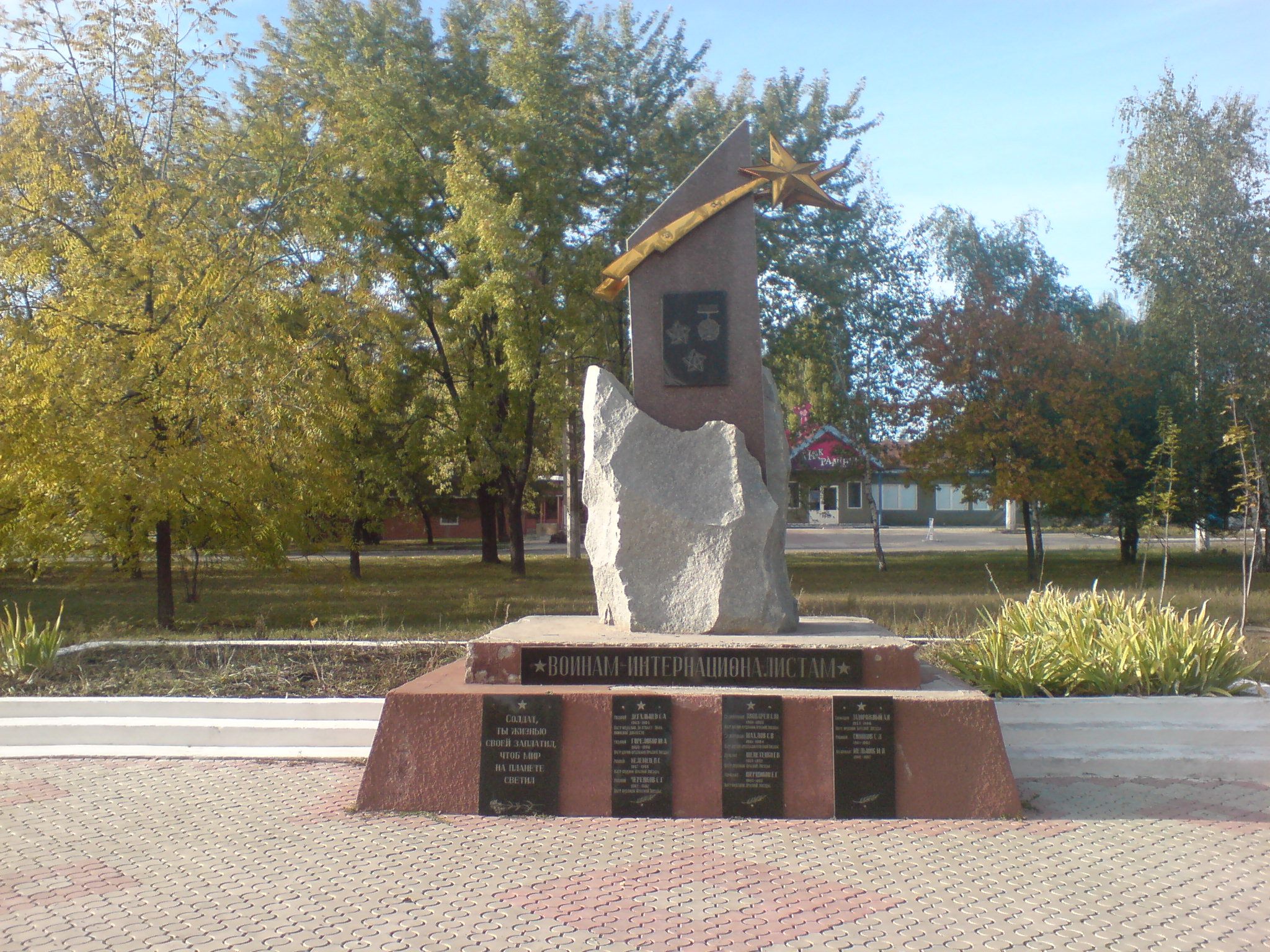
Monument aux morts de la guerre d'Afghanistan.